# Панченко, Дмитрий Вадимович
Дмитрий Вадимович Панченко (род. 17 марта 1956, Ленинград) — российский историк.
В 1978 году окончил Ленинградский государственный университет, специализируясь по кафедре истории Древней Греции и Рима. В 1982 году завершил аспирантуру Ленинградского отделения Института истории АН СССР, до 1993 года сотрудник этого института. Кандидат исторических наук (1984, тема диссертации «Источники „Города Солнца“ Томмазо Кампанеллы»). С 1990 года преподавал также историю в Петербургской классической гимназии (школа № 610). В 1991—1992 году post-doctoral fellow в Гарвардском университете (департамент социологии). 1993—1994 — junior fellow в Центре древнегреческих исследований (Вашингтон). 1997—1998 — стипендиат фонда имени Александра фон Гумбольдта (Констанцский университет). С 1994 по 1996 — главный редактор журнала «Hyperboreus: Studia classica»; с 1997 — соредактор. С августа 2008 по июль 2010 года — стипендиат Коллегиума при Университете Хельсинки. С сентября 1999 года преподает в рамках направления «Искусства и гуманитарные науки» Смольного института свободных искусств и наук (СПбГУ), с 2012 года также работает в НИУ ВШЭ.
Наиболее известен исследованием «Платон и Атлантида» (1990). В 1980-е годы также занимался неформальной литературной деятельностью, участвовал в самиздатском журнале «Метродор» и сотрудничал с журналом «Часы», где принимал участие в дискуссии о филологическом методе.